# Stenotabanus neivai
Stenotabanus neivai är en tvåvingeart som beskrevs av Borgmeier 1933. Stenotabanus neivai ingår i släktet Stenotabanus och familjen bromsar. Inga underarter finns listade i Catalogue of Life.